# Arsène Lupin (televíziós sorozat, 1996)
Az Arsène Lupin (eredeti cím: Les exploits d'Arsène Lupin) francia–kanadai televíziós rajzfilmsorozat, amelyet Pascal Morelli rendezett. A forgatókönyvet Maurice Leblanc írta, a zenéjét Milan Kymlicka szerezte, a producer François Brisson és Pascal Morelli. A Cinar és a France Animation S.A. készítette. Franciaországban a Canal+ és a TF1 vetítette, Kanadában a Teletoon, a YTV és a TVA sugározta, Magyarországon az M2 adta. A történet forrása Maurice Leblanc  (1864-1941) húsz kötetnyi regénysorozata. A belőlük készült képregénysorozat először 1905-ben jelent meg. Ugyanezzel a címmel korábban (1971-ben) filmsorozat is készült, és később (2004-ben) film is.

## Ismertető
Arséne Lupin egy kedvre méltó, jóindulatú, szélhámos ember, aki éjszaka egy csuklyát visel és hihetetlenül jó pofa ötletekkel próbálja lóvá tenni, a nála jóval szélhámosabb és gazdagabb embereket, de ugyanakkor segít az olyan embereken, akik jót érdemelnek.

## Szereplők
- Max Leblanc
- Arsène Lupin
- Grognard
- Howard Randolph Karst
- Kelly Kincaid
- Steel
- Sgt. Folenfant
- Insp. Ganimard
- Young Arsène Lupin
- Countess May Hem

## Magyar hangok
- Mezei Kitty – Kelly Kincaid
- Bogdán Gergő – Max Leblanc
- Faragó András – Ganimard felügyelő
- Markovics Tamás – Folenfant őrmester
- Rosta Sándor – Grognard
- Tokaji Csaba – H. R. Karst
- Bertalan Ágnes – Fondorka
- Fazekas István – Steel
- Bozsó Péter – Arsène Lupin
- Elek Ferenc – Gila

Magyar szöveg: Gecse Attila
Szerkesztő: Barabás Klára
Hangmérnök és vágó: Takács György
Gyártásvezető: Lajtai Erzsébet
Szinkronrendező: Zákányi Balázs
A szinkront az MTVA megbízásából a Masterfilm Digital készítette.
Produkciós vezető: Bor Gyöngyi

## Epizódok
| #  | Magyar cím                       | Eredeti cím                      |
| -- | -------------------------------- | -------------------------------- |
|    |                                  |                                  |
| 01 | A modern fegyver                 | The Modern Weapon                |
|    |                                  |                                  |
| 02 | Lupin, a mesterdetektív          | Elementary, My Dear Lupin        |
|    |                                  |                                  |
| 03 | A Von Luppo-eset                 | The Von Luppo Affair             |
|    |                                  |                                  |
| 04 | 20 millió dollár a tenger mélyén | $20 Million Beneath the Sea      |
|    |                                  |                                  |
| 05 | Az Empire State Building         | The Empire Karst Building        |
|    |                                  |                                  |
| 06 | Aranykezű Sam                    | Sam the Golden Hand              |
|    |                                  |                                  |
| 07 | A díva gyémánt nyakéke           | The Diva's Diamonds              |
|    |                                  |                                  |
| 08 | Az arany szkarabeusz             | The Secret of the Golden Scarab  |
|    |                                  |                                  |
| 09 | Egy herceg az Orient Expressen   | A Prince on the Orient Express   |
|    |                                  |                                  |
| 10 | Austrovia főhercege              | The Archduke of Austrovia        |
|    |                                  |                                  |
| 11 | A dél-afrikai bányasvindli       | The South African Mine Shakedown |
|    |                                  |                                  |
| 12 | Íris hadművelet                  | Operation Iris                   |
|    |                                  |                                  |
| 13 | Tőr kapitány rejtélye            | The Mystery of Captain Blade     |
|    |                                  |                                  |
| 14 | Lupin az élre tör                | Lupin Takes Pole Position        |
|    |                                  |                                  |
| 15 | Szindbád gyöngye                 | The Pearl of Sinbad              |
|    |                                  |                                  |
| 16 | Lupin átlépi a hetvenet          | Lupin Hits Seventy               |
|    |                                  |                                  |
| 17 | Mikor Lupin akcióba lép          | When Lupin Steps Into Action     |
|    |                                  |                                  |
| 18 | A rekord                         | Lady M                           |
|    |                                  |                                  |
| 19 | A zöld csillag                   | The Green Star                   |
|    |                                  |                                  |
| 20 | A békegalamb                     | The Dove of Peace                |
|    |                                  |                                  |
| 21 | Egy maréknyi arany               | A Fistful of Gold                |
|    |                                  |                                  |
| 22 | Szicíliai áram                   | Sicilian Power                   |
|    |                                  |                                  |
| 23 | Az elnök olaja                   | President's Oil                  |
|    |                                  |                                  |
| 24 | Az arkinit kristály              | TThe Arkinite Crystal            |
|    |                                  |                                  |
| 25 | Karst elnök úr                   | Karst for President              |
|    |                                  |                                  |
| 26 | A zsarolás                       | To Catch Lupin                   |